# Pitovo
Pitovo (bulharsky Питово) je vesnice v severovýchodní části Hornothrácké nížiny ve Slivenské oblasti v jihovýchodním Bulharsku.
Vesnice, která náleží do obštiny Nova Zagora, se nachází v Hornotrácké nížině nedaleko Svetiilijské pahorkatiny a jejího vrcholu Ostrata vila v přibližné nadmořské výšce 416 m n. m. Obec je vzdálená 19 km od centra místní obštiny Nova Zagora a 33 km od krajského centra Sliven.

## Kulturní pamětihodnosti
Obec je proslavena místními kašnami. V obci se nachází pravoslavný kostel sv. Cyrila a Metoděje. Asi 3 kilometry východně od obce se nachází přehrada Tekija, kde byly objeveny mramorové zbytky starověkých římských lázní.

## Obyvatelstvo
Ve vsi žije 240 stálých obyvatel.

## Významní obyvatelé
- Reneta Indžovová, bývalá premiérka Bulharska